# Lijst van premiers van Madagaskar
Hieronder staat een chronologische lijst van premiers van Madagaskar.

## Premiers van Madagaskar (1828-heden)

### Premiers van Madagaskar (1828-1897)
| Nr.                   | Premier | Premier                           | Ambtstermijn    | Ambtstermijn     | Partij |
| --------------------- | ------- | --------------------------------- | --------------- | ---------------- | ------ |
| Koninkrijk Madagaskar |         |                                   |                 |                  |        |
| 1                     |         | Andrianamba                       | ?               | september 1828   | n.v.t. |
| 2                     |         | Rainimahay                        | november 1828   | november 1828    | n.v.t. |
| 3                     |         | Andriamahery                      | december 1828   | ?                | n.v.t. |
| 4                     |         | Rainimahay                        | ?               | maart 1829       | n.v.t. |
| 5                     |         | Andriamihaja (?-1833)             | april 1829      | september 1830   | n.v.t. |
| 6                     |         | Rainiharo (?-1852)                | september 1830  | 10 februari 1852 | n.v.t. |
| 7                     |         | Rainivoninahitriniony (1824-1868) | 1852            | 14 juli 1864     | n.v.t. |
| 8                     |         | Rainilaiarivony (1828-1896)       | 14 juli 1864    | 14 oktober 1895  | n.v.t. |
| 9                     |         | Rainitsimbazafy                   | 15 oktober 1895 | september 1896   | n.v.t. |
| 10                    |         | Rasanjy (1851-1918)               | september 1896  | februari 1897    | n.v.t. |

### Frans-Madagaskar(1897-1957)
Post afgeschaft (februari 1897 - 27 mei 1957)

### Premiers van Madagaskar (1957-heden)
| Nr.                                                 | Premier | Premier                                | Ambtstermijn     | Ambtstermijn     | Partij        |
| --------------------------------------------------- | ------- | -------------------------------------- | ---------------- | ---------------- | ------------- |
| 1                                                   |         | Philibert Tsiranana (1912-1978)        | 27 mei 1957      | 14 oktober 1958  | PSD           |
| Republiek Madagaskar                                |         |                                        |                  |                  |               |
| 1                                                   |         | Philibert Tsiranana (1912-1978)        | 14 oktober 1958  | 1 mei 1959       | PSD           |
| Post afgeschaft (1 mei 1959 - 18 mei 1972)          |         |                                        |                  |                  |               |
| 1                                                   |         | Gabriel Ramanantsoa (1906-1978)        | 18 mei 1972      | 5 februari 1975  | Militair      |
| Post afgeschaft (5 februari 1975 - 11 januari 1976) |         |                                        |                  |                  |               |
| 2                                                   |         | Joel Rakotomalala (1929–1976)          | 11 januari 1976  | 30 juli 1976     | FNDR          |
| 3                                                   |         | Justin Rakotoniaina (1933-2001)        | 30 juli 1976     | 1 augustus 1977  | FNDR          |
| 4                                                   |         | Désiré Rakotoarijaona (1934)           | 1 augustus 1977  | 12 februari 1988 | Militair      |
| 5                                                   |         | Victor Ramahatra (1945)                | 12 februari 1988 | 8 augustus 1991  | Militair      |
| 6                                                   |         | Guy Razanamasy (1928–2011)             | 8 augustus 1991  | 9 augustus 1993  | AREMA         |
| 7                                                   |         | Francisque Ravony (1942-2003)          | 9 augustus 1993  | 30 oktober 1995  | CSDDM         |
| 8                                                   |         | Emmanuel Rakotovahiny (1938-2020)      | 30 oktober 1995  | 28 mei 1996      | UNDD          |
| 9                                                   |         | Norbert Ratsirahonana (1938)           | 28 mei 1996      | 21 februari 1997 | AVI           |
| 10                                                  |         | Pascal Rakotomavo (1934-2010)          | 21 februari 1997 | 23 juli 1998     | AREMA         |
| 11                                                  |         | Tantely Andrianarivo (1954)            | 23 juli 1998     | 31 mei 2002      | AREMA         |
| 12                                                  |         | Jacques Sylla (1946-2009)              | 31 mei 2002      | 20 januari 2007  | Onafhankelijk |
| 13                                                  |         | Charles Rabemananjara (1947)           | 20 januari 2007  | 17 maart 2009    | TIM           |
| 14                                                  |         | Monja Roindefo (1965)                  | 17 maart 2009    | 10 oktober 2009  | MONIMA        |
| 15                                                  |         | Eugène Mangalaza (1950)                | 10 oktober 2009  | 18 december 2009 | Onafhankelijk |
| -                                                   |         | Cécile Manorohanta (v)                 | 18 december 2009 | 20 december 2009 | TGV           |
| 16                                                  |         | Albert Camille Vital (1952)            | 20 december 2009 | 2 november 2011  | Militair      |
| 17                                                  |         | Omer Beriziky (1950)                   | 2 november 2011  | 16 april 2014    | LEADER        |
| 18                                                  |         | Roger Kolo (1943)                      | 16 april 2014    | 17 januari 2015  | Onafhankelijk |
| 19                                                  |         | Jean Ravelonarivo (1959)               | 17 januari 2015  | 13 april 2016    | Onafhankelijk |
| 20                                                  |         | Olivier Mahafaly Solonandrasana (1964) | 13 april 2016    | 6 juni 2018      | Onafhankelijk |
| 21                                                  |         | Christian Ntsay (1961)                 | 6 juni 2018      | huidig           | Onafhankelijk |